# Ruska Poleana, raionul Cerkasî, regiunea Cerkasî
Ruska Poleana (în ucraineană Руська Поляна) este o comună în raionul Cerkasî, regiunea Cerkasî, Ucraina, formată numai din satul de reședință.

## Demografie
Componența lingvistică a comunei Ruska Poleana
     Ucraineană (96,83%)
     Rusă (2,81%)
     Alte limbi (0,25%)
Conform recensământului din 2001, majoritatea populației comunei Ruska Poleana era vorbitoare de ucraineană (96,83%), existând în minoritate și vorbitori de rusă (2,81%).